# Sahamalite-(Ce)
La sahamalite-(Ce) è un minerale.